# Yakirra muelleri
Yakirra muelleri är en gräsart som först beskrevs av Dorothy Kate Hughes, och fick sitt nu gällande namn av Michael Lazarides och Robert D. Webster. Yakirra muelleri ingår i släktet Yakirra och familjen gräs. Inga underarter finns listade i Catalogue of Life.